# Венявский, Антоний
Антоний Венявский (пол. Antoni Wieniawski; 7 июня 1871, Варшава, Царство Польское — 1939, Польша) — польский экономист  и государственный деятель, министр финансов Королевства Польского (1918).

## Биография
Входил в состав Центрального комитета граждан в Варшаве, учрежденного в 1914 г. и в состав комиссии Государственного совета Польши, созданного оккупационного германского и австро-венгерскими властями. Весной 1918 г. непродолжительное время возглавлял казначейство в кабинете Антония Пониковского. В течение двух месяцев возглавлял министерство финансов Королевства Польского.
В 1932—1939 гг. являлся президентом Социального института.

## Награды и звания
- Командорский крест со звездой ордена Возрождения Польши (1923),
- Гранд-офицер ордена Леопольда II.